# Joseph Roddy
Joseph Roddy (* 1897; † 3. Oktober 1965) war ein irischer Politiker der Fine Gael. Er war von 1948 bis 1957 Teachta Dála (Abgeordneter) im Dáil Éireann, dem Unterhaus, und von 1957 bis zu seinem Tod 1965 Mitglied des Seanad Éireann, des Oberhauses des irischen Parlaments (Oireachtas).

## Biografie
1948 wurde er in den Sligo County Council gewählt, dem er bis zu seinem Tod 1965 angehörte. Dort war er von 1950 bis 1951 und 1955 bis 1965 Ratsvorsitzender. 
Bei den Wahlen 1948 wurde er im Wahlkreis Sligo–Leitrim in den Dáil gewählt. Diesen Sitz konnte er bei den Wahlen 1951 und 1954 halten. Diesen Sitz verlor er bei den Wahlen 1957. Er wurde stattdessen über die Industrie- und Gewerbeliste in den Seanad Éireann gewählt. Diesen Sitz konnte er bis zu seinem Tod 1965 halten. 